# Från allt, hwad ej består
Från allt, hwad ej består är en psalmtext av Gerhard Tersteegen. Den sjungs till samma melodi som Gläd dig, du Kristi brud.

## Publicerad i
- Nr 230 i Syréens sångbok år 1843
- 14:e sången i Lilla Kempis, Andeliga sånger, 1876.